# کریستوفر سوغویان
کریستوفر سوغویان (انگلیسی: Christopher Soghoian؛ زادهٔ ۱۹۸۱ (۴۳–۴۴ سال)) دانشمند رایانه ارمنی‌تبار اهل ایالات متحده آمریکا است. سوغویان یک فعال مدنی  و محقق خصوصی است. او در حال حاضر برای سناتور رون وایدن که مشاور ارشد سنای ایالات متحده  برای حفظ حریم خصوصی و امنیت سایتی  است کار می‌کند. از سال ۲۰۱۲ تا سال ۲۰۱۶ او تکنسین اصلی اتحادیه آزادی های مدنی آمریکا بود.